# Ropalidia marginata
Ropalidia marginata är en getingart som först beskrevs av Amédée Louis Michel Lepeletier 1836.  Ropalidia marginata ingår i släktet Ropalidia och familjen getingar.

## Underarter
Arten delas in i följande underarter:
- R. m. jucunda
- R. m. rufitarsis
- R. m. sundaica